# Fotografía minutera

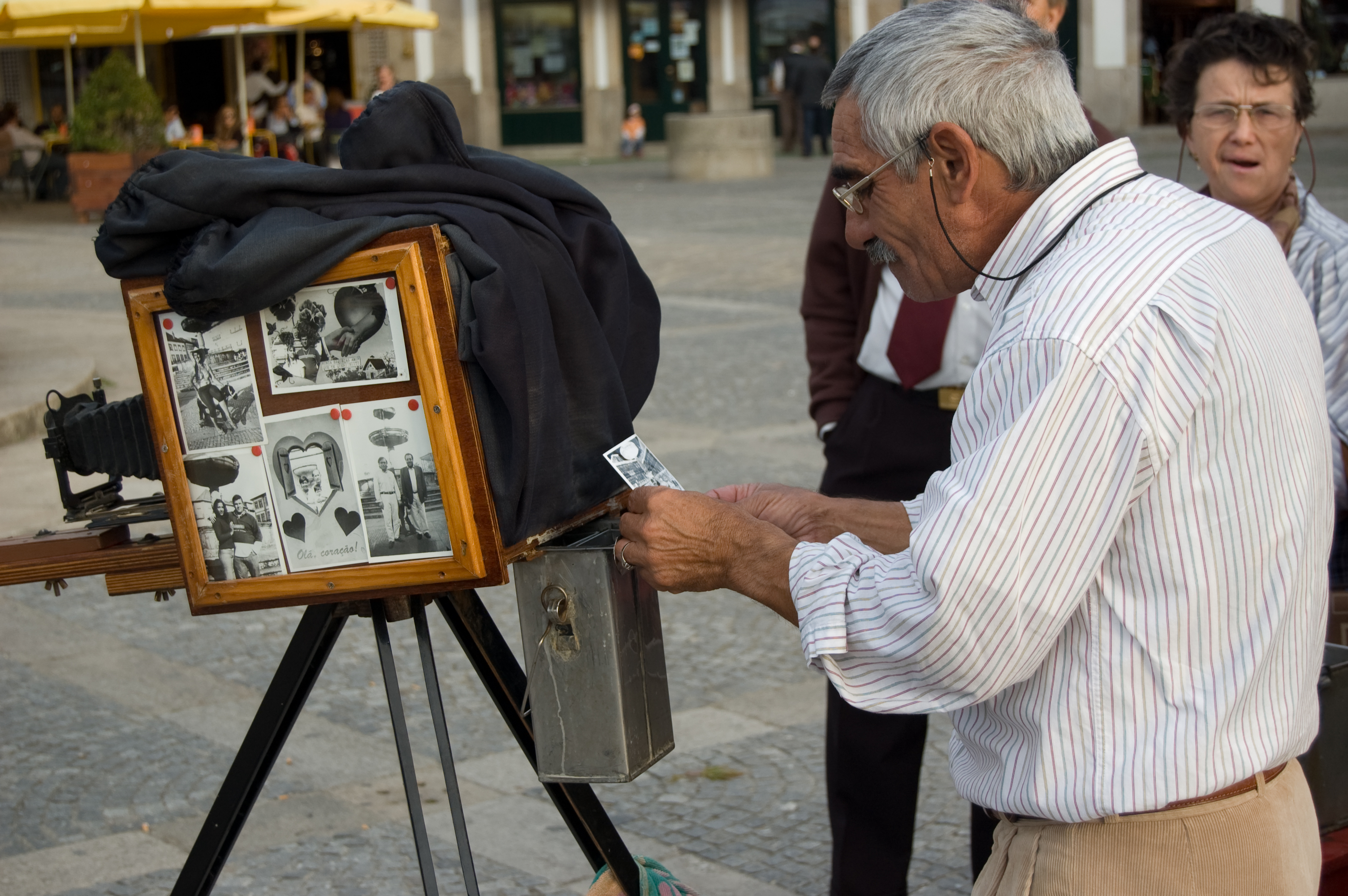
Minutero en Ponte de Lima, Portugal.

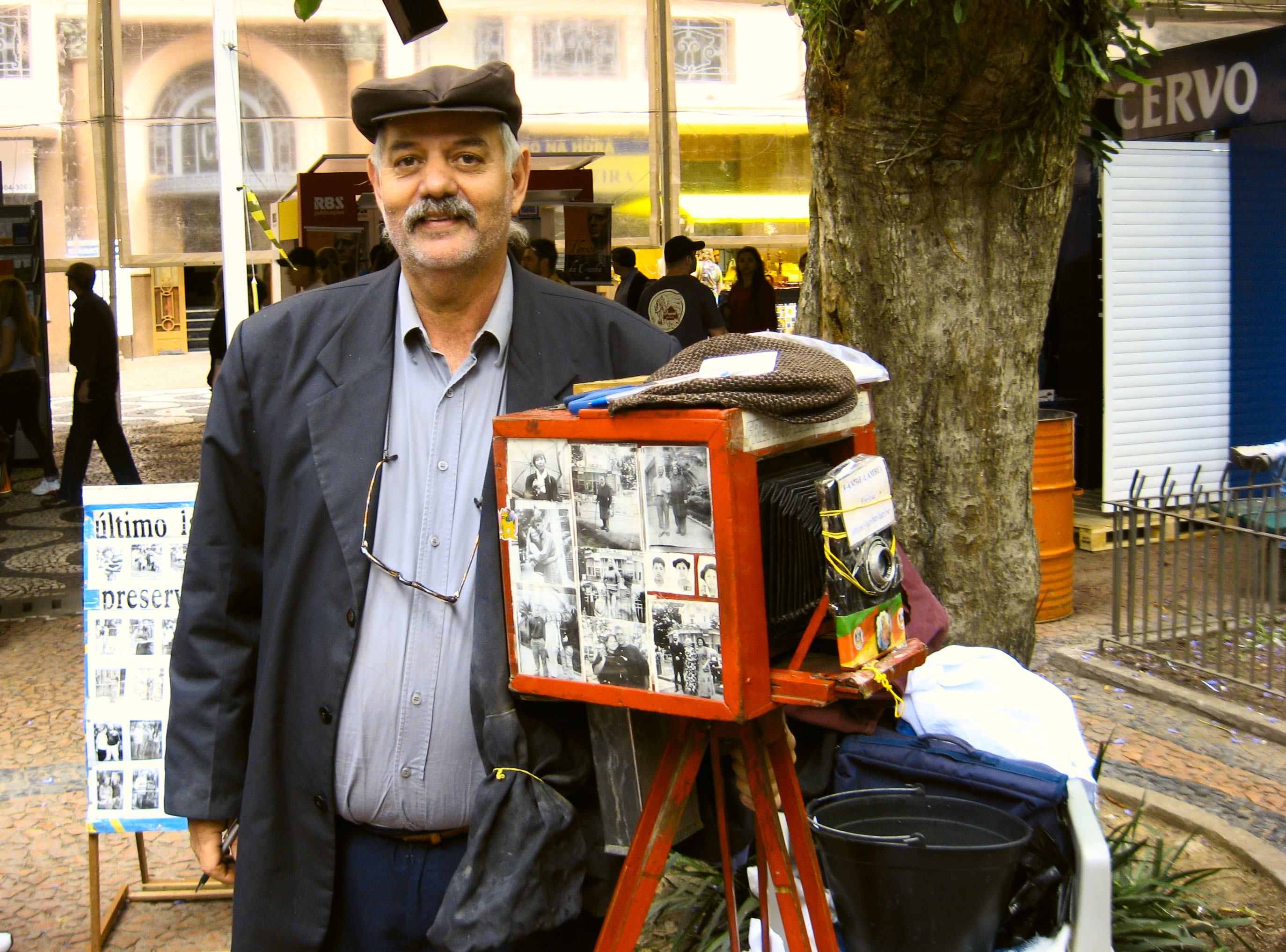
Fotógrafo lambe-lambe (minutero) en Porto Alegre, Brasil (2007)

Se denomina fotografía minutera a la producción fotográfica realizada de ocasión –en la calle o en algún lugar de interés público– con una cámara de cajón que permite el revelado en pocos minutos en el mismo lugar. Los fotógrafos minuteros solían ubicarse en sitios turísticos o atractivos, con gran afluencia de público. Aunque el oficio tradicional se considera prácticamente extinguido en el siglo XXI, hay iniciativas recientes para rescatar su valor cultural y artístico.

## Historia
El investigador español Salvador Tió Sauleda, da cuenta de un acontecimiento fundamental en la creación de la cámara minutera.
«El 12 de noviembre de 1887 Juan Cantó y Mas, fotógrafo de Barcelona e hijo del también fotógrafo Juan Cantó y Esclús (Otnac), patentaba el primer aparato de fotografía automática con el nombre de Báscula fotográfica automática, precedente del Photomaton. Es decir, fue el primero en el mundo en idear un automatismo fotográfico que funcionaba mediante la introducción de unas monedas. Pocos días más tarde, el 23 de noviembre, un inglés, Edwin Jennings Ball, hacía lo mismo en Gran Bretaña con su Automatic coin-freed Apparatus. El aparato de Juan Cantó, diseñado por el ingeniero de Barcelona Federico Cajal y construido en París, debía funcionar durante la Exposición Universal de Barcelona de 1888».
Según descripciones del mismo investigador, el dispositivo prometía a que quien deseara su retrato, solo debía colocar en la ranura correspondiente una moneda de 10 céntimos y el aparato realizaría el resto de manera automática. Esta promesa resultó interesante y si bien el dispositivo no llegó a funcionar de manera aceptable, sería la primera vez que se integra en una máquina, la cámara y el laboratorio fotográfico, en un solo dispositivo.
Si bien el sistema resultaba por demás ingenioso y prometedor, resultó demasiado complejo de poner a punto y producir, esto ocasiono que la compañía The Automatic Photograph Company Limited, creada con el fin de explotar las patentes de Canto, caería en bancarrota para julio de 1891,
Ante esta adversidad, uno de los principales accionistas de la compañía quebrada, Ladislas Nievski, aprovechando el concepto de cámara laboratorio el 19 de octubre de 1891 patenta en Gran Bretaña "A New Apparatus for Developing, Fixing, and Washing of Photographic Dry Plates Without the use of a Dark Room", esta cámara, sin precedentes, contenía en su interior, todo lo necesario para obtener fotografías,  pero la cámara de Nieviski, a diferencia de la fracasada cámara automática, requería de un operador (fotógrafo),  pero reducía de manera considerable los costos de cada fotografía, a `pesar de que seguía utilizando el sistema de ferrotipo.
La cámara utilizada para la fotografía minutera incluía en un único cajón compacto tanto la cámara misma como el laboratorio fotográfico completo de revelado y ampliación convencional en blanco y negro.  A la «cámara oscura» (el cajón), accedía el fotógrafo a través de una manga negra de terciopelo y realizaba gran parte de su trabajo al tacto.   
A comienzos del siglo xx y respecto de la fotografía de estudio, más cara y solo asequible para las clases altas, en muchos lugares del mundo la técnica minutera aportó a la democratización de la fotografía, porque permitía a los sectores más pobres tener un recuerdo junto a familiares o amigos en plazas y lugares públicos de interés en la ciudad, sin tener que pagar el alto costo de un retrato de estudio.
La fotografía minutera tuvo su principal auge durante la primera mitad del siglo xx y comenzó a declinar en los años 1970 debido a la aparición de la fotografía a color y de las nuevas técnicas fotográficas. En el presente siglo la fotografía digital, de bajo costo, rápida y al alcance de amplias capas de la población acabó desplazándola casi totalmente, de modo que hoy existen muy pocos fotógrafos dedicados al oficio. La desaparición de los minuteros ocurrió sin que existiera una verdadera documentación que recogiera de manera rigurosa todo lo más relevante sobre este oficio, su historia y la evolución de su técnica. De modo paradojal, las mismas razones que motivaron su surgimiento son las que también llevaron a su desaparición.
Los fotógrafos se ubicaban en plazas, parques, miradores y paseos y ofrecían sus servicios de «foto al minuto» ataviados con un tradicional e inmaculado delantal blanco y un sombrero. Con frecuencia los acompañaba un loro que se posaba sobre la cámara (de ahí la expresión que subsiste hasta la actualidad: «mire al pajarito» para indicar a alguien que dirija su mirada a la cámara) y entregaba con el pico papeles de la suerte a los clientes. Los recién fotografiados debían llevar su foto en la mano sosteniéndola con cuidado desde alguna punta para que secara al viento. A veces los fotógrafos tenían además elementos escenográficos: algún caballito de palo, muñecos, telones y otros implementos de utilería en cartón para ambientar las fotos. En 1991, en los jardines de la Lonja de Zaragoza uno de estos caballitos de utilería fue inmortalizado en bronce por el escultor Francisco Rallo Lahoz, como homenaje al fotógrafo minutero Ángel Cordero Gracia que prestó los servicios de su oficio durante 50 años en esos jardines.
En épocas más recientes, investigadores de la historia del registro fotográfico con fines antropológicos han podido acceder, a través del estudio de estas tomas informales, a las maneras de vida y estilo de los miembros de una clase social que no fue retratada con dedicación por los fotógrafos profesionales y oficiales de su tiempo.

## Técnica del fotógrafo minutero
El principal implemento de trabajo, la cámara de cajón con laboratorio incorporado, era en gran parte armado y acondicionado artesanalmente por el propio minutero. En contraste con sus colegas que trabajaban en estudios, este fotógrafo no podía controlar los factores lumínicos, puesto que trabajaba al aire libre y estos quedaban a la suerte de las condiciones meteorológicas del día. Tampoco podía tardar mucho en sus manipulaciones, puesto que sus clientes esperaban la rapidez prometida («fotos al minuto» aunque en realidad todo el procedimiento tomaba entre tres y cinco minutos). Con gran habilidad debía poder realizar el revelado en el minúsculo espacio dentro de su caja y casi sin poder controlar nada de esto con la vista, puesto que la caja no podía abrirse para no dañar las placas y el papel fotosensible.  La técnica no usaba el tipo de negativos de la fotografía análoga convencional sino que la imagen pasaba de la placa de vidrio al papel fotográfico, generalmente en formato de postal. 
El proceso consistía en enfocar primeramente la imagen con un vidrio semitransparente, el que se ubicaba dentro del cajón en el sitio donde se colocaría después el papel fotosensible. Hecho esto, el fotógrafo cerraba el cajón y trabajaba al tacto. Finalmente sacaba de allí un papel sensible a la luz y lo guardaba en un estuche dentro del cajón. Ponía este en el lugar del vidrio y verificaba el enfoque de la imagen. De acuerdo a las condiciones de luminosidad, calculaba la apertura adecuada del diafragma y la velocidad de obturación. Finalmente, disparaba para hacer la toma (el disparador se operaba con un hilo amarrado a una tapa sobre el lente). Con el papel ahora expuesto a la luz, obtenía su negativo. En una cubeta llevaba líquido revelador y en otra los químicos para fijar la imagen, también guardaba dentro del cajón. Sacaba el negativo para lavarlo y luego repetía todo el proceso, fotografiando este negativo para lograr una imagen en positivo.